# Hacienda La Trinidad
La Hacienda La Trinidad o más formalmente Hacienda La Trinidad Parque Cultural  es el nombre que recibe un museo, centro cultural, patrimonio cultural, lugar histórico, asociación civil sin fines de lucro y antigua hacienda localizada en la Urbanización Sorocaima en el Sector de la Trinidad, Parroquia Nuestra Señora del Rosario de Baruta del Municipio Baruta en el Estado Miranda, y al este de Caracas, centro norte del país suramericano de Venezuela.

## Historia

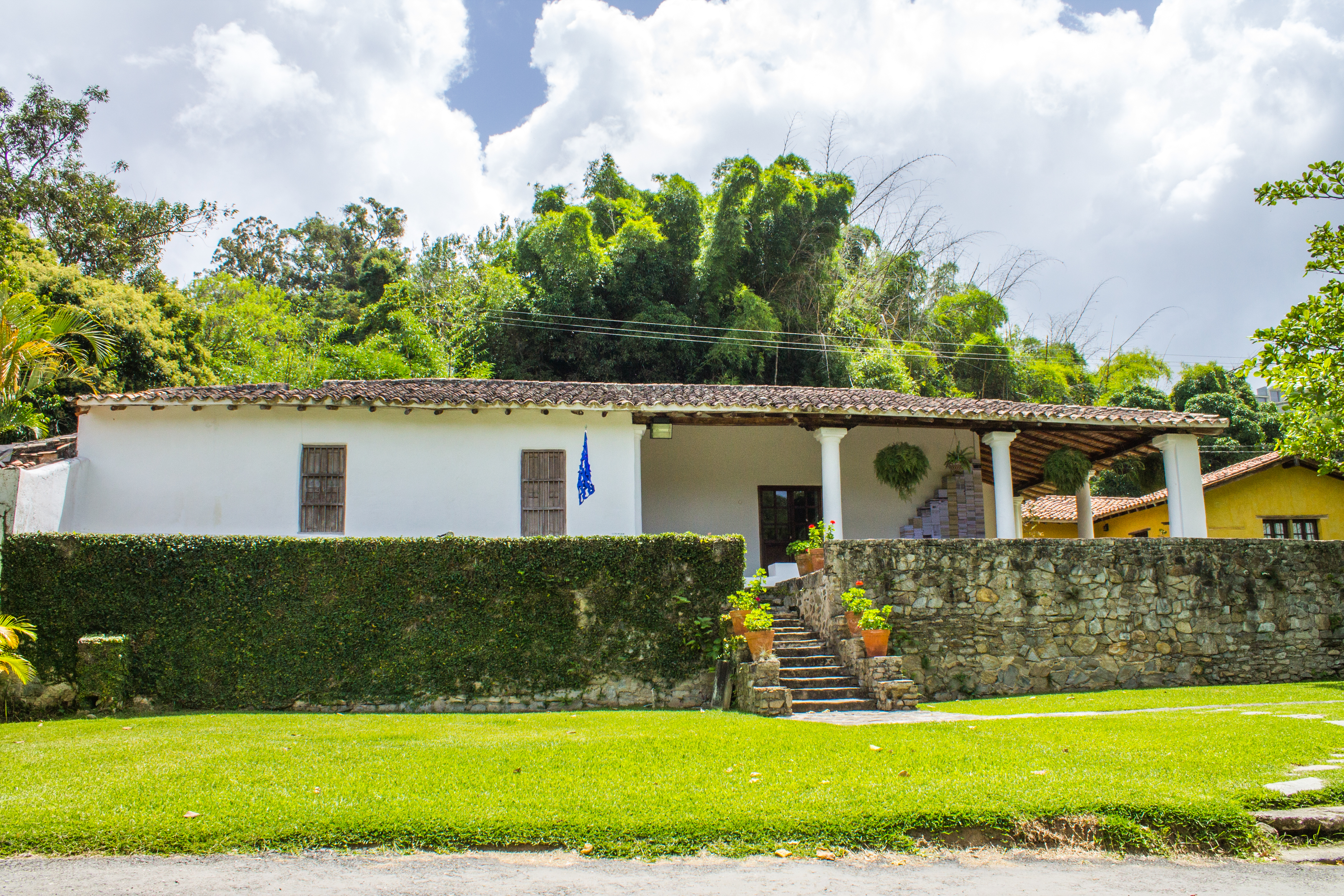
Edificios Coloniales en la Hacienda

Se trata de una de las haciendas más antiguas del país, establecida en tiempos de la Capitanía General de Venezuela durante la colonización española de América. Originalmente establecida para el cultivo de Café y Caña de Azúcar en el siglo XVIII, se sabe que fue propiedad del Sacerdote Ignacio Rengifo  que en 1740 encargo la construcción de un Trapiche.
Los cultivos en el lugar se mantuvieron hasta 1945 cuando empezó la producción de productos como Tabaco que incluían instalaciones como secaderos principalmente edificados con ladrillos. En esta etapa, en la cual la Hacienda es dividida y pierde la mayor parte de sus terrenos que en su mayoría, pasaron a conformar lo que hoy es el sector de la Trinidad en el Municipio Baruta en Caracas.
En los años 60 del siglo XX un escultor neerlandés construye una casa usando como cimientos los restos del Trapiche construido muchos años antes. En la década de 1970 se decide proteger el área por su valor histórico evitando que sufriera el destino del boom de construcciones del resto de la hacienda. En 2005 el Instituto de Patrimonio Cultural mediante una resolución declaró el área patrimonio cultural por lo que es objeto de especial protección. En 2012 se realizan trabajos de remodelación para habilitar sus espacios para exposiciones y eventos culturales y recreativos.

## Descripción
Se trata de una espacio histórico de propiedad privada que funciona como museo, centro de exposiciones, área verde (con más de 40 especies vegetales) y empleable para eventos de diversa índole (Talleres, recorridos históricos, clases de Yoga, exposiciones de arte etc). Ocupa una superficie de unos 15.000 metros cuadrados (1,5 hectáreas) en el este del Área Metropolitana de Caracas. Debe su nombre a la Santísima Trinidad. Posee edificaciones de la época colonial y estructuras que reflejan los diversos usos agrícolas que tuvo a lo largo de la Historia.

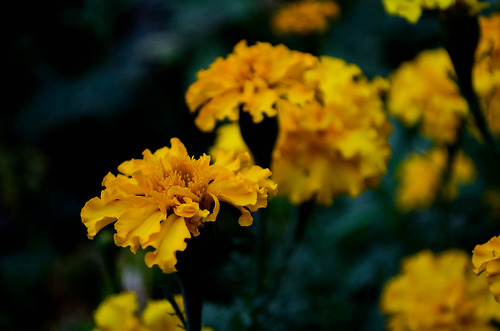
Jardines de la Hacienda La Trinidad

Se distinguen 2 casas principales, la casa Colonial o Casa Vieja edificada en el siglo XVIII como parte de la Hacienda y la Casa construida por el escultor neerlandés Cornelis Zitman, llamada ahora Casa Zitman que data del siglo XX.

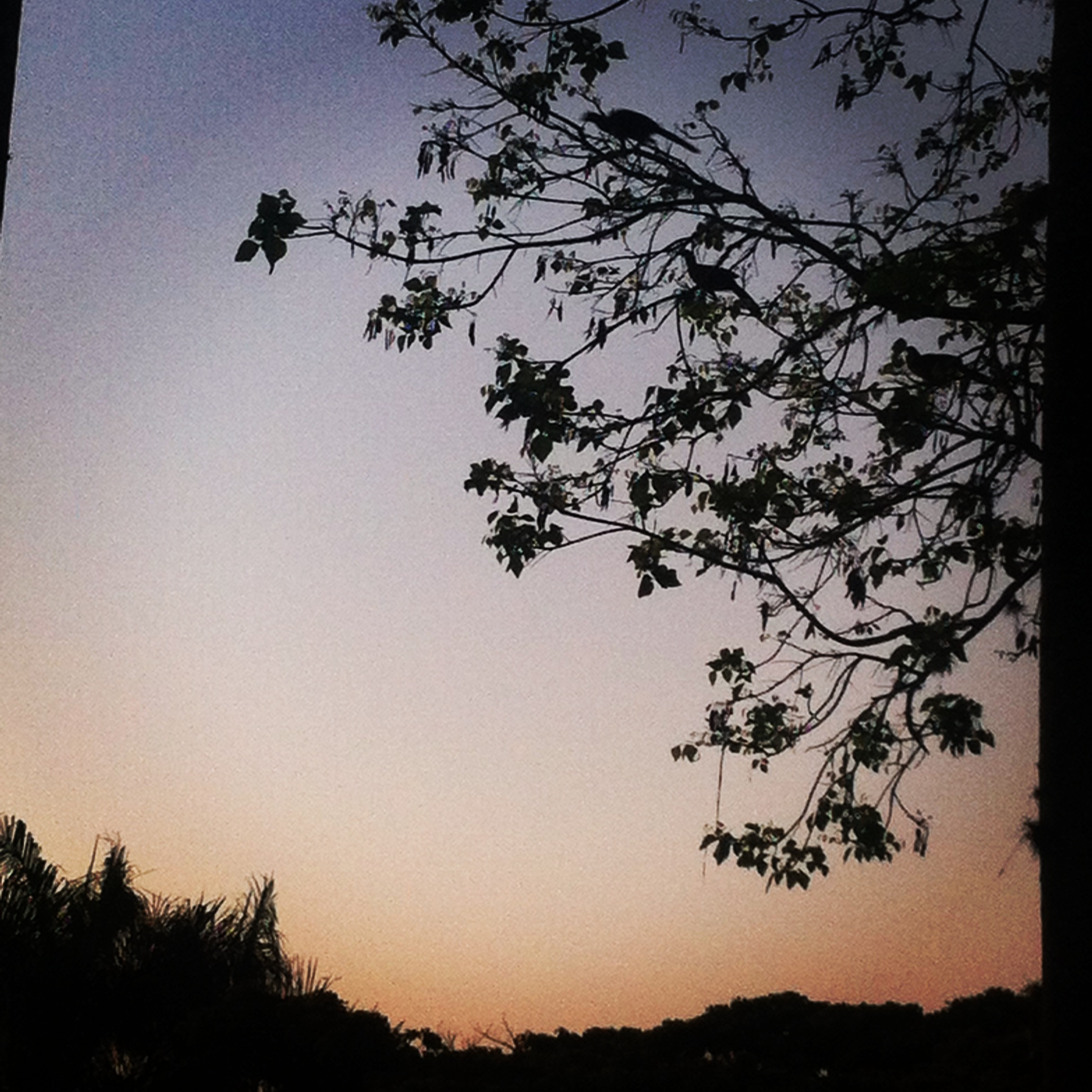
Atardecer en la Hacienda